# 女子に対するあらゆる形態の差別の撤廃に関する条約の選択議定書
女子に対するあらゆる形態の差別の撤廃に関する条約の選択議定書（じょしにたいするあらゆるけいたいのさべつのてっぱいにかんするじょうやくのせんたくぎていしょ、英語: Optional Protocol to the Convention on the Elimination of All Forms of Discrimination against Women、OP-CEDAW）とは、1999年10月6日に国連第54回総会において無投票で採択され、2000年12月22日に発効した選択議定書である。
女子差別撤廃条約選択議定書や女子差別撤廃条約の選択議定書等に略される。
この選択議定書は個人または集団が「女子に対するあらゆる形態の差別の撤廃に関する条約」（女子差別撤廃条約）の違反に対して女子差別撤廃委員会に申し立てできることを定めたものである。

## 背景
1979年に採択された女子差別撤廃条約の第18条では、締約国に対し条約実施の為にとられた措置とその進歩に対する報告を女子差別撤廃委員会へ報告するよう定められている。しかしながら条約の実施を担保する制度はこの国家報告制度しかなく、国連女性の地位委員会には国家報告制度だけでは個人の救済ができないという認識があった。この為、女性の権利をより強力に保障することを目的に、この条約に個人通報制度と女子差別撤廃委員会による調査制度を付け加える「女子差別撤廃条約選択議定書」が起草されることとなった。

## 選択議定書
1999年10月6日、女性の地位委員会の作業部会において1996年から検討されてきた「女子に対するあらゆる形態の差別の撤廃に関する条約の選択議定書」が、国連総会において無投票採択された。
この女子差別撤廃条約選択議定書は21条で構成され、第1条から7条までに個人通報制度、第8条から10条までに女子差別撤廃委員会による調査制度について記されている。これにより締約国下の個人が女性の人権を侵害されたと主張するときに、女子差別撤廃委員会に通報することが可能となった。また、女子差別撤廃委員会には人権侵害について信頼できる情報を受理した場合、その疑いを調査する権限が与えられた。ただし、この権限については選択議定書を署名・批准・加入する際に、委員会による調査手続を除外する選択も可能とされる。しかしながら、批准国は委員会の調査手続除外を選択できるが、選択議定書の規定に関するその他の留保は認められない。
2000年9月22日、10番目の批准国となるイタリアがこの選択議定書を批准し、3か月後の2000年12月22日、選択議定書第16条の規定に基づいて、選択議定書が発効した。

## 締約
1999年12月10日、世界人権デーのこの日、女子差別撤廃条約選択議定書の署名式が行われた。女子差別撤廃委員会の会議場には地域別の7枚のパネルが用意され、国ごとに条約および選択議定書の署名・批准・加入状況がわかるように示された。
2021年2月現在、女子差別撤廃条約を締約している189か国のうち、114か国が選択議定書を締約している。
その後、2023年10月までに中央アフリカ、モナコ公国、サントメ・プリンシペ、スイス、マルタ、マーシャル諸島、ベナン、モロッコが選択議定書を批准している。